# 王浩 (竞走运动员)
王浩（1989年8月16日—），中国男子竞走运动员，2009年8月15日，2009年世界田径锦标赛获在20公里竞走比赛中获得亚军，后来因获得冠军的俄罗斯选手药检不过关而递补获得金牌。

## 外部連結
- 王浩在国际奥林匹克委员会的资料
- 王浩在的頁面